# Prepsykos
Prepsykos är ett tillstånd som är ett förstadium till en fullt utvecklad funktionell psykos, en allvarlig psykisk störning.
En prepsykos är en prodrom till funktionella psykoser (schizofreni, vanföreställningssyndrom, med mera). Sjukdomshistorien, hur en eventuell prepsykos yttrar sig och övergår i psykos, kan ofta vara vägledande för huruvida psykosen är funktionell (är övervägande psykiskt betingad) eller om den är organisk eller drogutlöst. Fasen kallas prepsykos i synnerhet vid personens första utbrott av psykos; när psykosen bryter ut kallas dess första fas "akut fas". En akut psykos är däremot en psykos som ofta är reaktiv (beror mer på livsomständigheterna än på psyket i sig), men som saknar prepsykos.
En schizofren prepsykos yttrar sig i allmänna psykopatologiska symtom, såsom ökad ångest, sömnproblem, nedstämdhet, irritation, tilltagande social isolering och viljelöshet, bisarra idéer eller uppföranden, misstänksamhet och apati. En affektiv psykos föregås av en utvecklad depression.
Fastän det finns ett utvecklat begrepp för prepsykoser och fenomenet är allmänt accepterat, kan det vara svårt att diagnosticera ett sådant tillstånd eftersom det får sin speciella innebörd först när psykosen brutit ut och eftersom samma symtom kan uppträda utan att övergå i psykos. I DSM-5 föreslås en diagnos Attenuated Psychosis Syndrome (ungefär 'lågintensiv psykos') för unga personer som är i riskzonen för att utveckla schizofreni, och som antingen har vanföreställningar, hallucinationer eller desorganiserat tal (positiva symtom), vilka samtidigt inte riktigt uppfyller de allmänna kriterierna för att diagnosticeras som psykotiska. De positiva symtomen ska i så fall både vara funktionsnedsättande och samtidigt uppträda hos personer med någorlunda bibehållen verklighetsuppfattning. Ett sådant tillstånd varar ofta i några år innan en funktionell psykos bryter ut.
När en psykos brutit ut yttrar den sig ofta i samklang med prepsykosens symtombild: en prepsykos som framförallt yttrat sig i nedsatt social interaktion mynnar ofta ut till en psykos som domineras av negativa symtom, medan en prepsykos som dominerats av bisarra tankar och misstänksamhet leder till psykoser som domineras av vanföreställningar och tankestörningar.
Vid borderline finns ibland en samsjuklighet med psykos, vilket istället kallas gränspsykos.